# 视星等
| 人眼 是否 可見 | 视星等 | 相對於 織女星 的亮度 | 在夜空中 亮度超過 此星等的 恆星數量 |
| -------------- | ------ | -------------------- | ----------------------------------- |
| 是             | −1.0   | 250%                 | 1                                   |
| 是             | 0.0    | 100%                 | 4                                   |
| 是             | 1.0    | 40%                  | 15                                  |
| 是             | 2.0    | 16%                  | 48                                  |
| 是             | 3.0    | 6.3%                 | 171                                 |
| 是             | 4.0    | 2.5%                 | 513                                 |
| 是             | 5.0    | 1.0%                 | 1602                                |
| 是             | 6.0    | 0.40%                | 4800                                |
| 是             | 6.5    | 0.25%                | 9096                                |
| 否             | 7.0    | 0.16%                | 14000                               |
| 否             | 8.0    | 0.063%               | 42000                               |
| 否             | 9.0    | 0.025%               | 121000                              |
| 否             | 10.0   | 0.010%               | 340000                              |

视星等（英語：apparent magnitude，符號：m）最早是由古希腊天文学家喜帕恰斯制定的，他把自己编制的星表中的1022颗恒星按照亮度划分为6个等级，即1等星到6等星。1850年英国天文学家普森发现1等星要比6等星亮100倍。根据这个关系，星等被量化。重新定义后的星等，每级之间亮度则相差2.512倍，1勒克司（亮度单位）的视星等为-13.98。
但1到6的星等并不能描述当时发现的所有天体的亮度，天文学家延展本來的等級──引入「负星等」概念。这样整个视星等体系一直沿用至今。如牛郎星为0.77，织女星为0.03，除了太陽之外最亮的恒星天狼星为−1.45，太阳为−26.7，满月为−12.8，金星最亮时为−4.89。现在地面上最大的望远镜可看到24等星，而哈勃望远镜则可以看到30等星。
因为视星等是人们从地球上观察星体亮度的度量，它实际上只相当于光学中的照度；因为不同恒星与地球的距离不同，所以视星等并不能指示出恒星本身的发光强度。
由于视星等需要同时考虑星体本身光度与到地球的距离等多重因素，会出现距离地球近的星体视星等不如距离远的星体的情况。例如巴纳德星距离地球仅6光年，却无法被肉眼所见（9.54等）。
如果人们在理想環境下（清澈、晴朗且没有月亮的夜晚），肉眼能观察到的半個天空平均约3000颗星星（至6.5等計算），整个天球能被肉眼看到的星星則约有6000颗。大多数能为肉眼所见的星星都在数百光年内。现在人类用肉眼可以看见的最远天体是三角座星系，其星等约为6.3，距离地球约290万光年。历史上肉眼能看见的最远天体是GRB 080319B在2008年3月19日的一次伽玛射线暴，距离地球达到75亿光年，视星等达到5.8，相当于用肉眼看见那里75亿年前发出的光。
另外，宇宙中大量的星际尘埃也会影响到星星的视星等。由于尘埃的遮蔽，一些明亮的星星在可见光上将变得十分暗淡。有一些原本能为肉眼所见的恒星变得再也无法用肉眼看见，例如银河系中心附近的手枪星。
星星的视星等也随着星星本身的演化、和它们与地球的距离变化而变化当中。例如，当超新星爆发时，星体的视星等有机会骤增好几个等级。在未来的几万年内，一些逐渐接近地球的恒星将会显著变亮，例如葛利斯710在约一百万年后将从9.65等增亮到肉眼可见的1等。

## 歷史
將肉眼可見的恆星亮度分成六個等級，用於指示星等的方法起源於古希臘。在夜空中最亮的星是1等星（m = 1），最黯淡的星是6等星（m = 6），是人視知覺（不借助望遠鏡）的極限。每一等級的星等是下一等級的兩倍（對數尺度），然而當時沒有光感測器，所以這個比率是非常主觀的。這個相當粗糙的恆星亮度等級一般認為起源於喜帕恰斯，但經由托勒密的天文學大成 傳播才廣為人知。
在1856年，諾曼·羅伯特·普森正式定義這個系統，1等星的亮度是6等星的100倍，從而建立起現今仍在使用的對數尺度。這意味著一顆星等為m的恆星，其亮度是星等為m+1恆星的2.512倍。這個數值是100的五次方根，後來被稱為普森比率。普森尺度原本是以2等星的北極星作為 0點，後來天文學家發現北極星的光度有輕微的變化，所以轉而以織女星作為標準的參考星，定義它的光度在任何給定的波段上都是0等。
除了少許的修正，織女星的亮度在可見光和近紅外的波長仍然被作為0等星的定義和標準，在那裏它的光譜能量分佈（SED，spectral energy distribution）接近溫度11000 K的黑體。然而，隨著紅外天文學的發展，透露出織女星的輻射包括紅外過量，推測是因為由塵埃組成的星周盤有較溫暖的溫度（但仍比恆星的表面冷很多）。在較短的波長（例如可見光），可以忽略塵埃在這種溫度下排放的輻射。不過，為了延伸星等尺度在紅外線的適用，這種特殊性不影響織女星作為標準0等星的定義。因此，星等尺度可以將表面溫度在11000 K的理想恆星，以黑體輻射曲線為基礎推廣到所有的波長上，而無須考量星周盤的輻射。在這個基礎上輻照度（通常以央為單位）為0等星的點可以用波長函數計算出來。自主開發的不同系統之間的偏差都可以使用測量儀器予以修正，因此天文學家的資料都可以互相比較；更大的實際意義不是在單一波長下的比較，而是在不同波段下測量的光度都可以反應到標準光譜篩選器定義下的尺度。
在現代的星等系統，在很寬廣範圍內的亮度都參考這個0點，根據被指定的對數定義詳細的介紹如下。在實務中，視星等的尺度不超過30等（用在測量上）。在可見光的波長上，有4顆星星的亮度超過織女星（在紅外上有更多），超過的明亮行星還有木星、金星和火星等等，這些天體的亮度都要以負星等來表示。例如，天狼星，天球上最明亮的恆星，在可見光的視星等是-1.4等；其它非常明亮的負星等天體可以在下面的表中找到。
天文學家已經開發出其它光度的0點系統作為替代織女星的替代辦法。被最廣泛用的是AB星等系統。這個系統的光度0點是基於具有常數的假設參考光譜之譜流量密度，而不是使用一顆恆星的光譜或黑體曲線作為參照。AB星等的0點被定義為一個天體AB和以織女星為基礎的星等在V頻段上是大致相等。

## 計算

ESO的VISTA拍攝的劍魚座30。這個星雲的視星等為8等

其實，望遠鏡接收到的光線在通過地球大氣層時都會減少，因此任何測量到的視星等都要修正到它們在大氣層之上看到的量。較暗的天體，他的數值會比較亮的大，每相差5等級的光度會相差100倍。因此，在光譜波段 x給出的視星等 m，將會是：
{\displaystyle m_{x}=-5\log _{100}\left({\frac {F_{x}}{F_{x,0}}}\right)}
更常見的表示法是用以10為底的對數呈現：
{\displaystyle m_{x}=-2.5\log _{10}\left({\frac {F_{x}}{F_{x,0}}}\right)\,,}
此處Fx是被觀測系統使用在x頻譜的通量；Fx,0是濾鏡作為參考基準點（零點）的流量。因為星等增加5等，對應的光度實際是下降100倍，因此每增加1星等，光度的改變是5√100，相當於2.512（普格遜比率）。轉換上面公式的形式，星等的差別 m1 − m2 = Δm對應的亮度因素是：
{\displaystyle {\frac {F_{2}}{F_{1}}}=100^{\frac {\Delta m}{5}}=10^{0.4\Delta m}\approx 2.512^{\Delta m}\,.}

### 例子：月球和太陽
太陽和滿月的光度比例是多少？
太陽的視星等是-26.74（較亮），滿月的平均視星等是-12.74（較暗）。
星等的差異是：
{\displaystyle x=m_{1}-m_{2}=(-12.74)-(-26.74)=14.00}
光度因素： 
{\displaystyle v_{b}=10^{0.4x}=10^{0.4\times 14.00}\approx 398\,107.17}
太陽比滿月大約亮400000。

### 星等相加
有時你可能需要將光度相加。例如，非常靠近但仍可分辨的雙星，但在光度學上測量只能夠測出它們聯合在一起的光度。然而，當我們知道雙星個別的星等時，又如何得知組合的星等呢？這可以通過將對應於個別星等的光度相加（線性單位）。
{\displaystyle 10^{-m_{f}\times 0.4}=10^{-m_{1}\times 0.4}+10^{-m_{2}\times 0.4}\,.}
解出{\displaystyle m_{f}} 的值
{\displaystyle m_{f}=-2.5\log _{10}\left(10^{-m_{1}\times 0.4}+10^{-m_{2}\times 0.4}\right)\,.}
此處的mf是將m1和 m2的光度相加之後，計算得到的星等。.

### 絕對星等
因為通量隨距離平方成反比衰減的關係，當距離增為2倍時，要維持特定的視星等，則其亮度必須增加4倍；依此類推。從天文學的角度看，對在地球看見的視星等並不感興趣，天體內在的亮度，也就是絕對星等才是有意義的。恆星或天體的絕對星等定義為在10秒差距（約32.6光年）距離的視星等。太陽的絕對星等是4.83V（黃光的波段）和5.48B（藍光的波段）。一顆行星或小行星（太陽系內的天體），其絕對星等是在距離太陽和地球都是1天文單位的距離時，從地球上觀測得到的視星等。

## 標準參考值
| 頻譜 | λ (μm) | Δλ/λ（FWHM） | 在m = 0通量，Fx,0 (Jy) | 在m = 0通量，Fx,0 （10−20 erg/s/cm2/Hz） |
| ---- | ------ | ------------ | ---------------------- | ---------------------------------------- |
| U    | 0.36   | 0.15         | 1810                   | 1.81                                     |
| B    | 0.44   | 0.22         | 4260                   | 4.26                                     |
| V    | 0.55   | 0.16         | 3640                   | 3.64                                     |
| R    | 0.64   | 0.23         | 3080                   | 3.08                                     |
| I    | 0.79   | 0.19         | 2550                   | 2.55                                     |
| J    | 1.26   | 0.16         | 1600                   | 1.6                                      |
| H    | 1.60   | 0.23         | 1080                   | 1.08                                     |
| K    | 2.22   | 0.23         | 670                    | 0.67                                     |
| L    | 3.50   |              |                        |                                          |
| g    | 0.52   | 0.14         | 3730                   | 3.73                                     |
| r    | 0.67   | 0.14         | 4490                   | 4.49                                     |
| i    | 0.79   | 0.16         | 4760                   | 4.76                                     |
| z    | 0.91   | 0.13         | 4810                   | 4.81                                     |

需要特別注意的是尺度是對數的：兩個天體之間的相對亮度是以不同的星等差異來顯示。例如，星等相差3.2等意味著其中一個的亮度比另一個亮19倍，因為普格遜比率是指數函數提高3.2，大約是19.05倍。
因為人眼本身的反應是對數的性質，因此一個常誤解對數是自然的尺度。在普格遜的時代，這被認為是真的（參見韋伯-費希納定理），但現在認為反應是冪定律（參見司蒂芬定律）。

## 视星等对照表
| 视星等级             | 对应天体 |
| -------------------- | --- |
| –67.57               | 在距离一天文单位上看伽马射线暴GRB080319B。                                                                           |
| –41.39               | 在距离一天文单位上看天鵝座OB2#12。                                                                                   |
| –40.67               | 在距离一天文单位上看M33-013406.63。                                                                                  |
| –40.17               | 在距离一天文单位上看海山二。                                                                                         |
| –40.07               | 在距离一天文单位上看尾宿三。                                                                                         |
| –39.66               | 在距离一天文单位上看R136a1。                                                                                         |
| –39.47               | 在距离一天文单位上看天津增九。                                                                                       |
| –38.00               | 在距离一天文单位上看参宿七。此时将看到一团巨大的火球，占据着35°的天空。                                              |
| –30.30               | 在距离一天文单位上看天狼星。                                                                                         |
| –29.30               | 在水星近日点上看太阳。                                                                                               |
| –27.40               | 在金星近日点上看太阳。                                                                                               |
| –26.74               | 在地球上看太阳的平均亮度，比满月亮40万倍。                                                                           |
| –25.60               | 在火星远日点上看太阳。                                                                                               |
| –25.00               | 引起眼睛轻微疼痛的最小亮度。                                                                                         |
| –23.00               | 在木星远日点上看太阳。                                                                                               |
| –21.70               | 在土星远日点上看太阳。                                                                                               |
| –20.20               | 在天王星远日点上看太阳。                                                                                             |
| –19.30               | 在海王星远日点上看太阳。                                                                                             |
| –18.20               | 在冥王星远日点上看太阳。                                                                                             |
| –16.70               | 在阋神星远日点上看太阳。                                                                                             |
| –14.20               | 1个勒克斯的亮度。 |
| –12.92               | 满月最亮时的亮度（一般是–12.74）。                                                                                   |
| –12.40               | 当参宿四变成超新星时从地球上看到的亮度。                                                                             |
| –11.20               | 在塞德娜近日点上看太阳。                                                                                             |
| –10.00               | 1965年池谷－关彗星接近太阳时最亮的水平。                                                                             |
| –9.50                | 在地面上可见的最亮的人造卫星。                                                                                       |
| –7.50                | 超新星SN 1006在1006年爆发最亮时的程度。                                                                              |
| –6.50                | 夜空的总综合星等。                                                                                                   |
| –6.00                | 距离地球6500光年远的SN 1054在1054年爆发时的最大亮度。                                                                |
| –4.89                | 从地球上看金星的最大亮度。                                                                                           |
| -4.14                | 从地球上看金星的平均亮度。                                                                                           |
| –4.00                | 当太阳高高挂在天上时，肉眼能分辨的最暗天体。当天体的视星等等于或低于-4时，天体会投下人眼可见的阴影。                 |
| –3.99                | 470万年前从地球上看弧矢七的亮度。它是距今前后五百万年的時間範圍內，从地球上所能看到最亮的恒星（除了太阳、超新星）。  |
| –3.82                | 从地球上看金星的最低亮度（当金星处于轨道远离地球的一侧时）。                                                         |
| –2.94                | 从地球上看木星的最大亮度。                                                                                           |
| –2.91                | 从地球上看火星的最大亮度。                                                                                           |
| –2.50                | 从地球上看新月的最大亮度。                                                                                           |
| –2.45                | 从地球上看水星的最大亮度（当水星处于合的位置时）。                                                                   |
| -2.20                | 从地球上看木星的平均亮度。                                                                                           |
| –1.66                | 从地球上看木星的最低亮度。                                                                                           |
| –1.47                | 从地球上看天狼星的亮度。它是目前全天空除太阳外最明亮的恒星。                                                         |
| –0.83                | 1843年4月海山二假超新星爆发时的最大亮度。                                                                            |
| –0.72                | 从地球上看老人星的亮度。                                                                                             |
| –0.49                | 从地球上看土星的最大亮度（当它的光环完全朝地球敞开时）。                                                             |
| –0.27                | 从地球上看南门二的亮度。                                                                                             |
| –0.04                | 从地球上看大角星的亮度。                                                                                             |
| −0.01                | 从地球上看半人马座α星A。                                                                                             |
| 0.03                 | 从地球上看织女星。它也是最初被定义为0等的恒星。                                                                      |
| 0.23                 | 从地球上看水星的平均亮度。                                                                                           |
| 0.46                 | 从南门二看太阳。 |
| 0.46                 | 从地球上看土星的平均亮度。                                                                                           |
| 0.71                 | 从地球上看火星的平均亮度。                                                                                           |
| 1.47                 | 从地球上看土星的最低亮度。                                                                                           |
| 1.84                 | 从地球上看火星的最低亮度。                                                                                           |
| 2.50                 | 当太阳低于地平线10度时，肉眼所能见到的最暗天体。                                                                     |
| 3.03                 | SN 1987A在大麦哲伦星云内爆发时的最大亮度。距离地球16万光年远。                                                       |
| 3至4                 | 当人身处城市（即较大光污染）时肉眼所能看见的最暗天体。                                                               |
| 4.36                 | 从地球上看仙女座星系 （M31）的亮度。                                                                                 |
| 4.38                 | 从地球上看木卫三的最大亮度。它是太阳系已知最大的卫星。                                                               |
| 4.50                 | 从地球上看M41。 |
| 5.20                 | 从地球上看灶神星的最大亮度。                                                                                         |
| 5.32                 | 从地球上看天王星的最大亮度。                                                                                         |
| 5.68                 | 从地球上看天王星的平均亮度。                                                                                         |
| 5.72                 | 从地球上看三角座星系的最大亮度。                                                                                     |
| 5.73                 | 从地球上看水星的最低亮度。                                                                                           |
| 5.80                 | 2008年3月19日发生的GRB 080319B伽玛射线暴的最大亮度，持续约半分钟，它刷新了人类以肉眼看见的最远天体记录（75亿光年）。 |
| 5.95                 | 从地球上看天王星的最低亮度。                                                                                         |
| 6.49                 | 从地球上看智神星的最大亮度。                                                                                         |
| 6.50                 | 在非常好的观测条件下普通人用肉眼所能看到近似极限。6.5等以下的恒星大约有9500颗。                                      |
| 6.64                 | 从地球上看谷神星的最大亮度。                                                                                         |
| 6.75                 | 从地球上看虹神星的最大亮度。                                                                                         |
| 6.90                 | 从地球上看波德星系的亮度。虽然暗于6.5等但仍处于人眼观测极限范围内。                                                  |
| 7.67                 | 从地球上看海王星的最大亮度。                                                                                         |
| 7.78                 | 从地球上看海王星的平均亮度。                                                                                         |
| 8.00                 | 从地球上看海王星的最低亮度。                                                                                         |
| 8.00                 | 极端的裸眼极限，地球上最黑暗的天空，波特尔暗空分类法1级。                                                            |
| 8.10                 | 从地球上观测土卫六（泰坦星）的最大亮度。                                                                             |
| 8.29                 | 从地球上观测盾牌座UY的亮度。                                                                                         |
| 8.94                 | 从地球上观测健神星的最大亮度。                                                                                       |
| 9.50                 | 一般情况下，使用7x50双筒望远镜能看到的最暗范围。                                                                     |
| 10.20                | 从地球上观测土卫八的最大亮度。                                                                                       |
| 12.91                | 最亮的类星体3C 273，距离地球24.4亿光年。                                                                             |
| 13.42                | 从地球上观测海卫一的最大亮度。                                                                                       |
| 13.65                | 从地球上观测冥王星的最大亮度，比6.5等星暗725倍。                                                                     |
| 15.40                | 从地球上观测小行星2060的最大亮度。                                                                                   |
| 15.55                | 从地球上观测冥卫一的最大亮度。                                                                                       |
| 16.80                | 从地球上观测鸟神星。                                                                                                 |
| 17.27                | 从地球上观测妊神星。                                                                                                 |
| 18.70                | 从地球上观测阋神星。                                                                                                 |
| 20.70                | 从地球上观测木卫十七。                                                                                               |
| 22.00                | 使用里奇-克莱琴望远镜拍摄30分钟重叠影像所能看到的极限。                                                              |
| 22.91                | 从地球上观测冥卫三。                                                                                                 |
| 23.38                | 从地球上观测冥卫二。                                                                                                 |
| 24.00                | 泛星计划1.8米望远镜使用60秒曝光可观测到的最暗物体，这是目前自动全天体测量的极限。                                    |
| 24.80                | 类星体CFHQS J1641+3755的亮度                                                                                         |
| 25.00                | 从地球上观测土卫四十一。                                                                                             |
| 27.00                | 使用8米地面望远镜能观测到的最暗物体。                                                                                |
| 28.00                | 如果把木星放到距离太阳5000个天文单位的位置（0.08光年）。                                                             |
| 28.20                | 2003年，当哈雷彗星运行到距离太阳28个天文单位的时候。                                                                 |
| 31.50                | 哈勃太空望远镜通过哈勃超深空在可见光下可观测到的最暗的物体，曝光时间约为23天，收集时间为10年。                       |
| 34.00                | 詹姆斯韦伯太空望远镜在可见光下能看到的最暗物体。                                                                     |
| 35.00                | 从地球上看已知最暗小行星(未命名)的预期亮度，这是一个950米的柯伊伯带天体，由HST在2009年从一颗恒星前发现。             |
| 35.00                | 在地球上观测变星LBV 1806-20。距离地球30000-49000光年。它本身光度很高，但星际尘埃的消光使得它的光传到地球时相当地暗。 |
| 36.00                | 使用欧洲极大望远镜能够探测到的最暗星体极限。                                                                         |
| 请参见恒星亮度列表。 | |